# Altzschillen
Altzschillen ist ein Ortsteil der Gemeinde Wechselburg im sächsischen Landkreis Mittelsachsen. Der Ort wurde am 1. Mai 1967 eingemeindet.

## Geographie

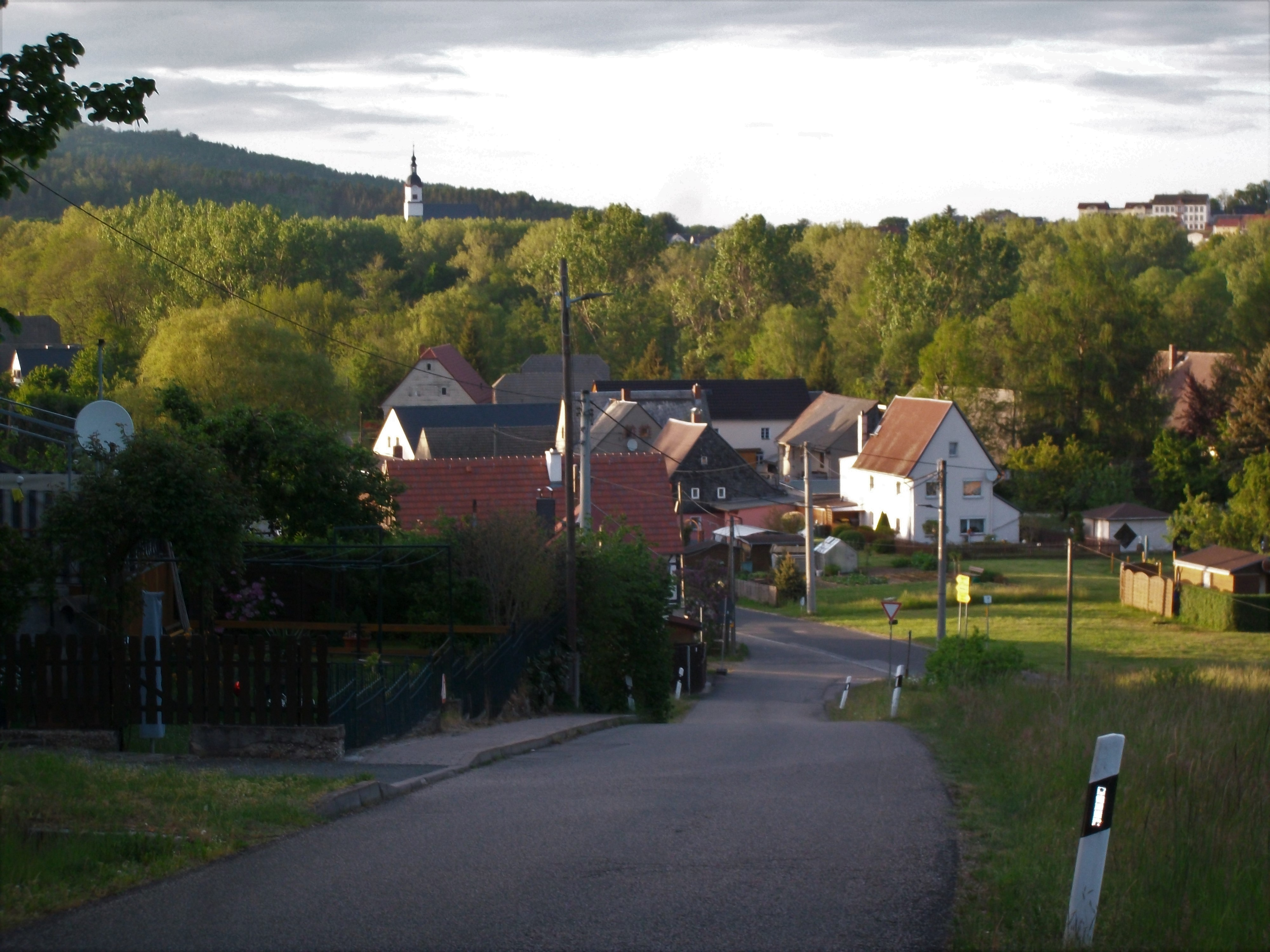
Altzschillen, Ortseingang

### Geographische Lage und Verkehr
Altzschillen liegt südwestlich des Hauptorts Wechselburg am Westufer der Zwickauer Mulde. Östlich des Orts befindet sich die Mündung des Höselbachs und südöstlich die Mündung der Chemnitz in die Zwickauer Mulde. Dort treffen auch die Trassen der stillgelegten Bahnstrecken Glauchau–Wurzen (Muldentalbahn) und Wechselburg–Küchwald (Chemnitztalbahn) aufeinander.

### Nachbarorte
| Mutzscheroda | Wechselburg                                 |             |
| Corba        | Kompassrose, die auf Nachbargemeinden zeigt | Wechselburg |
|              | Göhren                                      |             |

## Geschichte

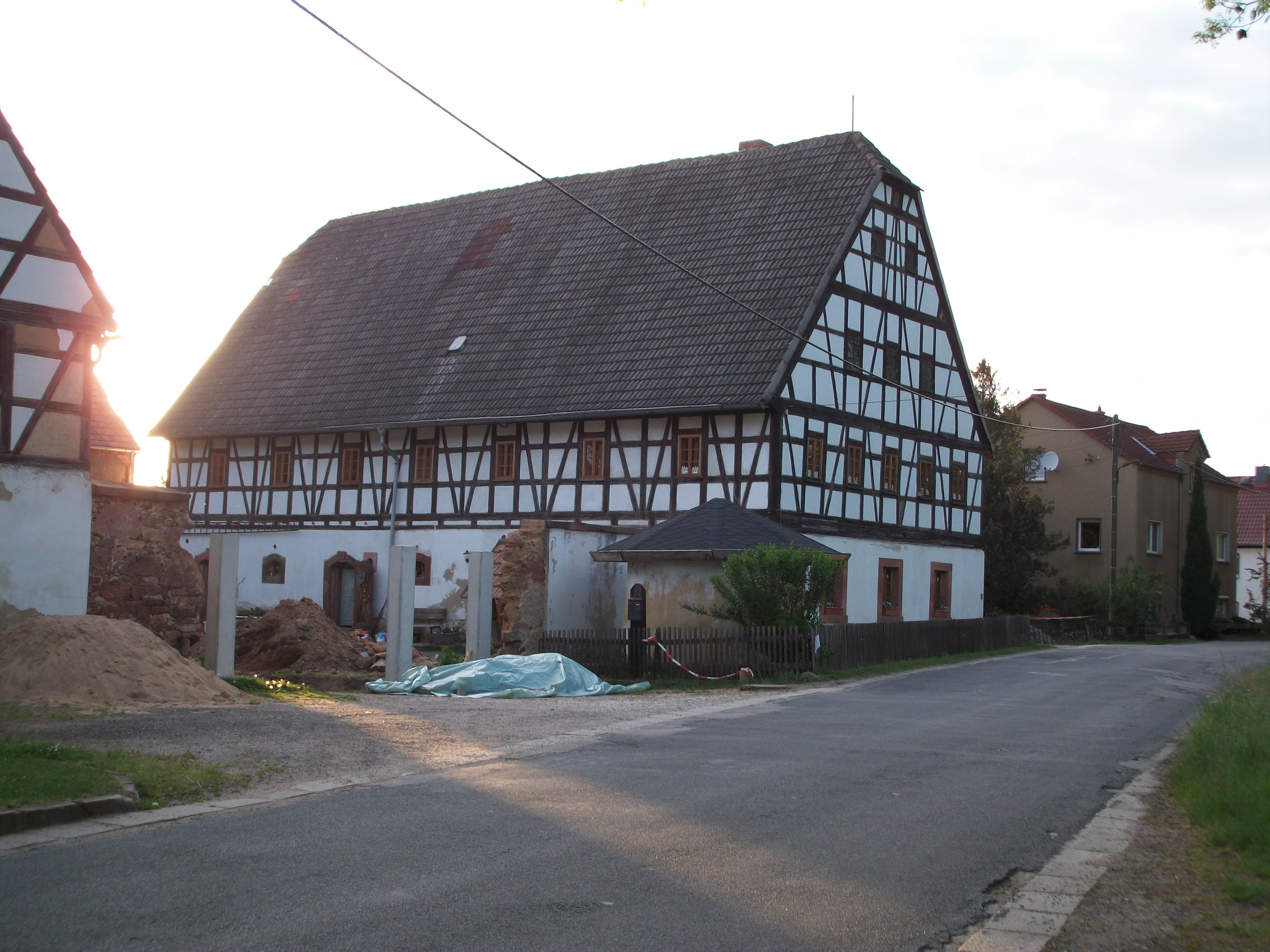
Altzschillen, Denkmalpflegehof

Der Name Zschillen, im Jahr 1174 erstmals als Zsilen belegt, ist wie das Platzdorf Altzschillen slawischen Ursprungs. Die Bedeutung des Ortsnamens ist entweder „Bienenort“ oder „Ort des Cila“, nach dem altsorbischen Personennamen „Cila“. Nach dem Ort Zschillen am westlichen Ufer der Zwickauer Mulde wurde das 1168 durch Graf Dedo von Rochlitz-Groitzsch gegründete Kloster Zschillen der Augustiner-Chorherren auf der östlichen Seite der Zwickauer Mulde benannt. Nachdem sich um das Kloster Zschillen allmählich eine kleine Stadt bildete, bürgerte sich für das Dorf auf dem gegenüberliegenden Muldenufer die Bezeichnung Altzschillen (1489: „Aldenzschillen“) ein.
Ursprünglich gehörte der Ort zum Besitz des Klosters Zschillen. Dieses kam im Jahr 1543 mit dem gesamten Besitz an Herzog Moritz von Sachsen, der es umgehend säkularisierte und an die Herren von Schönburg gegen die Orte Hohnstein, Wehlen und Lohmen in der heutigen Sächsischen Schweiz vertauschte. Daher kam für den Ort Zschillen und die Klosteranlage der Name Wechselburg auf, während Altzschillen seinen ursprünglichen Namen bis heute behalten hat. Seit dem Tausch wurde Altzschillen als Amtsdorf der schönburgischen Herrschaft Wechselburg geführt, welche den Herren von Schönburg unter wettinischer Oberhoheit gehörte. Kirchlich gehört Altzschillen seit jeher zu Wechselburg.
Im Rahmen der administrativen Neugliederung des Königreichs Sachsen wurde Altzschillen als Teil der schönburgischen Lehnsherrschaft Wechselburg im Jahr 1835 der Verwaltung des königlich-sächsischen Amts Rochlitz unterstellt. Im Jahr 1856 kam Altzschillen zum Gerichtsamt Rochlitz und 1875 an die neu gegründete Amtshauptmannschaft Rochlitz.
Durch die zweite Kreisreform in der DDR im Jahr 1952 wurde die Gemeinde Altzschillen dem Kreis Rochlitz im Bezirk Chemnitz (1953 in Bezirk Karl-Marx-Stadt umbenannt) angegliedert. Am 1. Mai 1967 erfolgte die Eingemeindung von Altzschillen nach Wechselburg, mit dem der Ort seit 1990 zum sächsischen Landkreis Rochlitz gehörte. Dieser ging 1994 im Landkreis Mittweida bzw. 2008 im Landkreis Mittelsachsen auf.